# 張悕
張 悕（ちょう き、生没年不詳）は、五胡十六国時代の前燕の人物。字は文祖。本貫は清河郡東武城県。子は張恂。玄孫は張烈（字は徽仙）。

## 生涯
前燕に仕え、典書令に任じられていた。
352年11月、燕王慕容儁は皇帝への即位を決め、文武百官を定めた。これに伴い、右僕射に任じられた。
尚書右僕射・豫州刺史に任じられた。
これ以後の事績は、史書に記されていない。

## 人物・逸話
幼少の頃、孤貧であったため、母とともに母の兄弟の家で養われた。学問を好み、牧牛の世話をしながら母に孝行を尽くした。牧牛の世話の合間に薪木二束と菜二本を毎日母に与えた。書物を持っている人に頼み、昼に折木を合わせて学書とし、夜は学書を所有者に読んで聴かせたという。